# 第八艦隊 (日本海軍)
第八艦隊（だいはちかんたい）とは、昭和17年（1942年）7月14日に日本海軍が編成した艦隊である。軍隊区分上は外南洋部隊として扱われた。

## 概要
日本海軍が、太平洋戦争中にニューギニア島・ソロモン諸島方面（外南洋）を担当する艦隊として水上部隊及び陸上部隊をもって編成した。アメリカ軍とのソロモン諸島の戦いでは最前線部隊として奮戦した。のちニューギニア方面は第九艦隊の担当となり、ソロモン方面作戦に専念する。戦争後半に水上部隊が引揚げられ、ブーゲンビル島ブインに置いた司令部からソロモン諸島に点在する基地間の輸送任務及び海軍陸戦隊の指揮を行った。
1945年（昭和20年）9月8日、司令官の鮫島具重中将が第17軍司令官の神田正種中将と共にオーストラリア軍タロキナ基地を訪問。降伏文書に調印した。

## 編制

### 1942年7月14日、新編時の編制
- 独立旗艦：鳥海
- 第18戦隊：天龍・龍田
- 第7潜水戦隊：迅鯨
  - 第13潜水隊：伊121・伊122・伊123
  - 第21潜水隊：呂33・呂34
- 第7根拠地隊
  - 第23・32駆潜隊
  - 第85潜水艦基地隊・第85通信隊
- 第8根拠地隊
  - 第20・21号掃海艇・第21・56駆潜隊・第31号駆潜艇・第5砲艦隊
  - 第81・82・84警備隊・第8潜水艦基地隊・第8通信隊
- 附属：津軽・聖川丸
  - 第30駆逐隊：睦月・弥生・望月・卯月
  - 呉鎮守府第3特別陸戦隊・佐世保鎮守府第5特別陸戦隊・第2航空隊・第10～15設営隊

### 1943年4月1日、ガダルカナル島撤退後の編制
- 直属：鳥海・青葉・夕張
- 第3水雷戦隊：川内
  - 第11駆逐隊：初雪・夕霧・天霧
  - 第22駆逐隊：皐月・水無月・文月・長月
  - 第30駆逐隊：望月・卯月・三日月
- 第1根拠地隊
- 附属：第26号掃海艇、28号掃海艇
  - 第31駆潜隊
  - 第32駆潜隊
  - 第87警備隊
  - 第1通信隊
  - 呉鎮守府第7特別陸戦隊
  - 佐世保鎮守府第6特別陸戦隊
- 第2特別根拠地隊
  - 白鷹
  - 第26駆潜隊
  - 第34駆潜隊
  - 第2通信隊
  - 第12港務部
- 第7根拠地隊
  - 第23駆潜隊
  - 第82警備隊
  - 第85通信隊
- 第8根拠地隊
  - 日海丸・静海丸・第20号掃海艇、第21号掃海艇
  - 第21駆潜隊
  - 第24駆潜隊
  - 第81警備隊
  - 第84警備隊
  - 第8潜水艦基地隊
  - 第8通信隊
  - 第8港務部
  - 第8気象隊
- 第8連合特別陸戦隊
- 附属：津軽・宗谷・夕凪
  - 呉鎮守府第7特別陸戦隊
  - 佐世保鎮守府第5特別陸戦隊
  - 第958航空隊
  - 第4測量隊

### 1944年4月1日、戦時編制制度改定後の編制
- 第3水雷戦隊：夕張
  - 第22駆逐隊：皐月・水無月
  - 第30駆逐隊：卯月・夕月
- 第1根拠地隊
  - 第26号駆潜艇、第28号掃海艇
  - 第87警備隊
  - 第1通信隊
  - 呉鎮守府第7特別陸戦隊
  - 佐世保鎮守府第6特別陸戦隊
- 第8根拠地隊
  - 第23駆潜隊　敷設艇：夏島　
  - 第24駆潜隊　敷設艇：那沙美
  - 第81警備隊
  - 第86警備隊
  - 第89警備隊
  - 第8潜水艦基地隊
  - 第8通信隊
  - 第8港務部
- 第14根拠地隊
  - 第83警備隊
  - 第88警備隊
  - 附属駆逐隊：夕凪・松風
  - 第11魚雷艇隊
  - 第938海軍航空隊
  - 第958海軍航空隊
  - 第2防空隊
  - 第5防空隊　
  - 第14防空隊　
  - 第21防空隊　
  - 第22防空隊　
  - 第36防空隊　
  - 第44防空隊　
  - 第45防空隊　
  - 第52防空隊　
  - 第63防空隊　
  - 第64防空隊　
  - 第65防空隊　
  - 第67防空隊　
  - 第69防空隊　
  - 第1輸送隊　
  - 第2輸送隊

### 1944年8月15日、マリアナ沖海戦後の編制
- 第1根拠地隊
  - 第87警備隊
  - 第1通信隊
  - 呉鎮守府第7特別陸戦隊
  - 佐世保鎮守府第6特別陸戦隊
- 第8根拠地隊
  - 第81警備隊
  - 第86警備隊
  - 第89警備隊
  - 第8潜水艦基地隊
  - 第8通信隊
  - 第8港務部
- 第14根拠地隊
  - 第83警備隊
  - 第88警備隊
- 附属
  - 第938海軍航空隊
  - 第1輸送隊

### 1945年6月1日、最終時の編制
- 第1根拠地隊
  - 第82警備隊
  - 第87警備隊
  - 第88警備隊
  - 第1通信隊
  - 呉鎮守府第7特別陸戦隊
  - 佐世保鎮守府第6特別陸戦隊
- 附属
- 第20設営隊
- 第26設営隊
- 第32設営隊
- 第34設営隊
- 第121設営隊
- 第131設営隊

## 歴代司令長官
1. 三川軍一中将：昭和17年7月14日 -
2. 鮫島具重中将：昭和18年4月1日 - 終戦

## 歴代参謀長
1. 大西新蔵少将：昭和17年7月14日 -
2. 山澄貞次郎少将：昭和18年3月29日 - 終戦

## 上級部隊
- 南東方面艦隊：昭和17年12月20日 - 終戦